# Foire internationale d’art contemporain
Foire internationale d’art contemporain (skrót FIAC) jest wydarzeniem sztuki współczesnej, które od 1974 roku odbywa się każdego października w Paryżu. Jest to trwająca kilka dni wystawa zarówno  sztuki, jak i handlu dziełami sztuki, będąca miejscem spotkań galerii, kolekcjonerów sztuki, konserwatorów sztuki, dyrektorów muzeów i innych osobistości świata sztuki współczesnej.